# Harald Maack
Harald Maack (Stelle, 12 novembre 1955) è un attore e regista teatrale tedesco.

## Biografia
Harald Maack nasce a Stelle, nel circondario di Harburg (Bassa Sassonia) il 12 novembre 1955 e cresce a sud di Amburgo.
Nel 1978, contro il parere dei genitori, accetta una proposta del Teatro Ohnsorg di Amburgo. In seguito, lavora nei teatri di altre città tedesche, quali Celle e Friburgo, prima di trasferirsi a Vienna, dove lavora per tre anni, sempre a teatro.
Nel 1984 è protagonista del film TV Herzlichen Glückwunsch. Nel 1990, fa ritorno ad Amburgo. 
Cinque anni dopo, ottiene il ruolo del portiere Schmolke nella serie televisiva della ZDF Girl Friends, ruolo che gli regala una notevole popolarità.
In seguito, nel 2007, entra nel cast della serie televisiva poliziesca Hamburg Distretto 21 (Notfruf Hafenkante), serie ambientata proprio nella metropoli anseatica, ottenendo una parte ricorrente.

## Filmografia
- 1982: Herzlichen Glückwunsch
- 1991: Karniggels
- 1992: Deutschfieber
- 1992: Schtonk!
- 1994: Die Gerichtsreporterin
- 1995: I ragazzi del windsurf
- 1995: Amici per la pelle
- 1995–2007: girl friends – Freundschaft mit Herz
- 1999: Hotel Elfie
- 1997–2000: Die Schule am See
- 2000: Polizeiruf 110: Ihr größter Fall
- 2000: Die Cleveren
- 2000: 14º Distretto
- 2001: Adelheid und ihre Mörder
- 2001: Schutzengel gesucht
- 2001: Squadra speciale Lipsia – Wilde Triebe
- 2001: Stubbe - Von Fall zu Fall: Tod eines Models
- 2001, 2003: Die Rettungsflieger
- 2003: Squadra Speciale Cobra 11
- 2005–2009: Der Dicke
- 2006: Mutterglück
- 2007–... : Hamburg Distretto 21
- 2009: Die Rosenheim-Cops – Urlaubsreise in den Tod
- 2010: Tatort: Borowski und eine Frage von reinem Geschmack
- 2010: Die Pfefferkörner – Auf und davon
- 2016: Die Pfefferkörner – Im Schmetterlingsgarten

## Doppiatori italiani
- I doppiatori italiani di Harald Maack sono principalmente Sandro Iovino per Hamburg Distretto 21, Dario Penne. Mino Caprio per altre apparizioni televisive.